# Marmaray
Marmaray er navnet på en ny jernbaneforbindelse mellem Europa og Asien gennem Istanbul. Projektet var planlagt til at være færdig i 2009, men åbnede først 29. oktober 2013. Datoen markerer 90-årsdagen for afslutningen af Tyrkiske uafhængighedskrig, hvor Republikken Tyrkiet blev oprettet. Navnet er en sammensætning af Marmarahavet og ray (tyrkisk for «spor»).
Forbindelsen er bygget som en tunnel fra Yenikapı i den europæiske del af Istanbul til Söğütlüçeșme på den asiatiske side. Dens samlede længde er 13,6 km med 9,8 km boret tunnel, 2,4 km cut-and-cover-tunnel og de sidste 1,4 km som sænketunnel. På det dybeste punkt ligger den 55 m under vandoverflader, og betragtes som den dybest liggende konstruktion i verden. Som en del af projektet er der bygget to underjordiske stationer ved Sirkeci og Üsküdar, og ved Yenikapı bliver der omstigning til det nye metronet.
Marmaray betyder samtidig en opgradering af hele Istanbuls jernbanenet på 76 km mellem Gebze og Halkali. Togene skal kunne køre med en topfart på 100 km/t og en frekvens på to minutter. Dette øger kapaciteten fra 10.000 til 75.000 passager per time.
Det er ventet, at forbindelsen vil revolutionere den øst-vestgående kollektivtransport i Istanbul, og at den også vil få stor betydning for jernbanetransport i resten af Tyrkiet.